# فادي لافي
فادي لافي (1979-)، لاعب كرة قدم فلسطيني. لعب في أندية فلسطينية ثم احترف في الأردن في نادي الوحدات وحصل معه على لقب هداف الدوري في ذلك الموسم ثم الفيصلي الأردني ثم شباب الأردن ثم ذهب إلى الرفاع البحريني ، ثم عاد الآن إلى النادي الفيصلي موسم 2007/2008 ولعب موسم 2008/2009 مع نادي شباب الأردن. ثم انتقل لهلال القدس الفلسطيني.

## روابط خارجية
- فادي لافي على موقع قاعدة بيانات كرة القدم.إي يو (الإنجليزية)
- فادي لافي على موقع ناشيونال فوتبول تيمز (الإنجليزية)
- فادي لافي على موقع كووورة